# Wayne Brightwell
Wayne Brightwell (ur. 2 grudnia 1957 w Greater Sudbury) – kanadyjski zapaśnik w stylu wolnym. Olimpijczyk z Los Angeles 1984, gdzie zajął ósme miejsce kategorii 100 kg.
Czwarty w Pucharze Świata w 1984. Zwyciężył na Igrzyskach Wspólnoty Narodów w 1986 roku.